# 长苞冷杉
长苞冷杉（学名：Abies georgei）是松科冷杉属的植物，是中国的特有植物。分布于中国大陆的云南、四川等地，生长于海拔3,400米至4,200米的地区，常生于林中、高山、混交林下和阴坡，目前已由人工引种栽培。

## 别名
西康冷杉（中国树木分类学）

## 异名
- Abies georgei Orr var. smithii (Viguie et Gaussen) Cheng et L. K. Fu